# Crocidura selina
Crocidura selina es una especie de musaraña (mamífero placentario de la familia Soricidae).

## Distribución geográfica
Se encuentra en Uganda y, posiblemente también en Kenia.

## Estado de conservación
Puede verse potencialmente amenazada por la fragmentación de los bosque hueso en Uganda y Kenia.